# Санам
Санам — поселение в Судане на восточном берегу Нила. Здесь находятся развалины древнего города, процветавшего в эпоху, когда Напата была столицей царства Куш (800—300 гг. до н. э.). Раскопками древнего города в 1912—1913 годах руководил английский египтолог Фрэнсис Гриффит. Экспедицией под его руководством были раскопаны остатки храма и здания, которое он охарактеризовал как «сокровищница». Кроме этого, экспедицией было раскопано городское кладбище. Это одно из очень немногих дошедших до наших времён захоронений простых людей эпохи царства Куш.